# Etlingera baculutea
Etlingera baculutea là một loài thực vật có hoa trong họ Gừng. Loài này được A.D.Poulsen & Ibrahim mô tả khoa học đầu tiên năm 2006.